# Pungent Stench
Pungent Stench é uma banda de death metal formada em Viena, Áustria, em 1988. Sua formação atual é composta por Martin Schirenc (vocal/guitarra), Jacek Perkowski (baixo) e Mike G. Mayhem (bateria). O grupo ganhou destaque na cena do death metal devido ao seu estilo único de metal extremo e letras controversas, uma mistura de gore, parafilia e humor negro. A banda se dissolveu em 1995, reformou-se em 1999, depois se separou novamente em 2007 após gravar um último álbum de estúdio, que foi finalmente lançado em 2018, e se reformaram novamente em 2013 sob o nome de The Church Of Pungent Stench, sendo renomeados novamente como Schirenc Plays Pungent Stench em 2014.

## História

### Primeiros anos (1987-1989)
O Pungent Stench começou no final de 1987, quando Martin Schirenc e Alex Wank, baterista da banda Carnage, se uniram para formar um novo grupo. Após meses de procura, recrutaram Jacek Perkowski como baixista, e em fevereiro de 1988 o trio começou a ensaiar. Com menos de um mês de existência, o Pungent Stench já havia composto 10 músicas e, em abril de 1988, gravaram sua primeira demo, Mucous Secretion. Gravada ao vivo na sala de ensaio, a demo apresentava 5 faixas, além de uma introdução retirada do primeiro filme The Evil Dead. O trabalho recebeu reações muito positivas da comunidade de troca de fitas.
Em julho de 1988, a banda viajou para a Inglaterra para gravar sua segunda demo. Wank participou como convidado da mixagem do segundo álbum do Napalm Death, From Enslavement to Obliteration, no Birdsong Studios, em Worcester. Após isso, ele reservou dois dias no mesmo estúdio para o Pungent Stench. A banda planejava lançar essa demo de forma profissional, com capa impressa e fitas fabricadas, mas, antes que o processo de fabricação fosse iniciado, o Pungent Stench recebeu uma proposta da Nuclear Blast.

### Nuclear Blast (1989-1994)
Por coincidência, o Pungent Stench fez um show próximo à cidade natal da Nuclear Blast, Donzdorf. O assessor da gravadora já havia ouvido falar da banda e enviou alguém para assistir ao show e demonstrar o interesse da gravadora no grupo. O Pungent Stench assinou contrato em abril de 1989, e o primeiro lançamento pela gravadora foi um álbum split com a banda austríaca de death metal Disharmonic Orchestra, lançado em junho. O disco foi razoavelmente bem-sucedido, vendendo mais de 4.000 cópias em menos de um ano.
Em setembro do mesmo ano, o EP em vinil de 7 polegadas Extreme Deformity, com três faixas da demo não lançada, foi publicado e recebeu críticas muito positivas.

#### For God Your Soul... For Me Your Flesh
O álbum de estreia do Pungent Stench, For God Your Soul... For Me Your Flesh, foi lançado em abril de 1990. Descrito como cru e primitivo, o álbum demonstra a preferência da banda por estruturas de músicas simples e uma agressividade visceral, ao invés de uma proficiência técnica ou solos excessivamente complicados. A faixa-título foi incluída na lista das "100 Melhores Músicas de Death Metal", compilada pela versão alemã da Metal Hammer.
Na época do lançamento do primeiro álbum, o Pungent Stench já era uma banda experiente ao vivo, tendo tocado com Carcass, Entombed, Napalm Death, Extreme Noise Terror, Atrocity e Prong, entre outros. No final de 1990, organizaram sua primeira turnê europeia, que durou seis semanas e foi nomeada "Fleisch Tour". A turnê teve o Master como atração principal, com o projeto paralelo de thrash metal de Paul Speckmann, Abomination, como banda de abertura.

#### Estilo musical e influências
O Pungent Stench foi inicialmente inspirado por bandas pioneiras de grindcore (Repulsion, Terrorizer, Impetigo), death metal (Master, Autopsy, Slaughter, Deceased) e doom metal, como Saint Vitus e Witchfinder General. No entanto, na época do lançamento de For God Your Soul... For Me Your Flesh, seus hábitos de escuta se ampliaram consideravelmente. Em uma entrevista ao fanzine Rot, de Michigan, o baterista Alex Wank declarou estar interessado em gêneros como hardcore punk (Sheer Terror, Agnostic Front), música industrial (Swans, Laibach, Coil, Foetus), black metal (Mayhem, Darkthrone, Beherit), além de pioneiros do metal alternativo como Faith No More e o controverso grupo de "rape rock" The Mentors.
Embora o Pungent Stench seja uma banda de death metal, seu estilo musical também é influenciado por rock e blues. Essas influências fora do metal podem ser ouvidas em músicas como "Viva la muerte", "Madcatmachopsychoromantik", "Family Man" e "Got MILF?". A escolha de Martin Schirenc por uma guitarra Fender Telecaster, algo raro entre guitarristas de metal, também reflete essas influências mais diversas.

## Conteúdo lírico
As letras do Pungent Stench possuem uma orientação mais sexual em comparação com outras bandas de death metal; os temas abordados incluem coprofilia, estupro, tortura e desvios de conduta. As capas dos álbuns também refletem isso: muitas apresentam fotos transgressoras e, por vezes, chocantes, criadas pelo fotógrafo Joel-Peter Witkin.
Essa abordagem, combinando os estilos musicais de death metal e grindcore, pode ter influenciado os temas sexualmente explícitos do pornogrind, um subgênero do grindcore.

## Membros
Formação atual
- Martin Schirenc (também conhecido como El Cochino) – guitarra, vocais principais (1988–1995, 1999–2007, 2013–presente)
- Jacek Perkowski (também conhecido como Pitbull Jack) – baixo (1988–1995, 2023–presente)
- Mike G. Mayhem – bateria (2013–presente)

Ex-membros
- Fabio Testi – baixo (2004)
- Danny Vacuum – baixo, vocais de apoio (2013–2023)
- Reverend Mausna – baixo (1999–2004)
- El Gore – baixo (2004–2007)
- Alex Wank – bateria (1988–1995, 1999–2007)

## Discografia
- Mucus Secretion (demo, 1988)
- split c/ Disharmonic Orchestra (Nuclear Blast, 1989)
- Extreme Deformity (7" EP pela Nuclear Blast, 1989)
- For God Your Soul... For Me Your Flesh (Nuclear Blast, 1990)
- Blood, Pus and Gastric Juice (split 7" EP com Benediction pela Nuclear Blast, 1990)
- Been Caught Buttering (Nuclear Blast, 1991)
- For God Your Soul... For Me Your Flesh (Nuclear Blast, 1993 7 remixed songs and 3 re-recorded songs)
- Dirty Rhymes & Psychotronic Beats (MCD pela Nuclear Blast, 1993)
- Club Mondo Bizarre - For Members Only (Nuclear Blast, 1994)
- Praise the Names of the Musical Assassins (Coletânea pela Nuclear Blast, 1997)
- Masters of Moral, Servants of Sin (Nuclear Blast, 2001)
- Loot, Shoot, Electrocute (Split 7" EP com Benediction pela Nuclear Blast, 2001)
- Ampeauty (2004)
- Smut Kingdom (2018, gravado em 2007)